# Skeletocutis roseola
Skeletocutis roseola är en svampart som först beskrevs av Rick ex Theiss., och fick sitt nu gällande namn av Rajchenb. 1987. Skeletocutis roseola ingår i släktet Skeletocutis och familjen Polyporaceae.   Inga underarter finns listade i Catalogue of Life.